# Niklas Hoheneder
Niklas Hoheneder (* 17. August 1986 in Linz) ist ein ehemaliger österreichischer Fußballspieler und nunmehriger -trainer.

## Karriere

### Als Spieler

#### Verein
Hoheneder begann seine Karriere bei Union Lembach und kam über den FC Linz 1998 nach dessen Fusion mit dem LASK in die Jugend des LASK. 2003 kam er in den Kader der ersten Mannschaft der Linzer. In diesem Jahr gab er auch sein Debüt in der zweithöchsten Spielklasse Österreichs. Nach einigen Jahren als Einsatzspieler, wurde Hoheneder Stammspieler der Oberösterreicher. 2007 schaffte er den Aufstieg mit den LASK und gab in diesem Jahr im Juli sein Debüt in der höchsten österreichischen Spielklasse in der Ersten Runde gegen SK Austria Kärnten. Hoheneder spielte beim 1:0-Erfolg durch.
Im Sommer 2009 wechselte Hoheneder nach Tschechien zu Sparta Prag. Dort erkämpfte er sich nach Anlaufschwierigkeiten im Frühjahr 2010 einen Stammplatz und spielte im Herbst in der Europa League. Zur Frühjahrs Saison 2011 holte ihn der FK Austria Wien leihweise bis Saisonende in die Bundesliga zurück. Dort soll er den in die Schweiz zum FC Basel abgewanderten Aleksandar Dragović ersetzen. Die Wiener besaßen außerdem eine Kaufoption mit einer Vertragsverlängerungsoption bis Juni 2014, die sie aber nicht nutzten. Daher unterschrieb er Mitte Juni 2011 einen Zweijahresvertrag beim Karlsruher SC. Dort absolvierte er 13 Zweitligaspiele und eine Partie im DFB-Pokal.
Im Jänner 2012 wechselte er zum Regionalligisten RB Leipzig. Am Ende der Saison belegt er mit Leipzig den dritten Platz in der Regionalliga Nord und verpasste somit den vom Verein angestrebten Aufstieg. In der folgenden Saison 2012/13 gewann die Mannschaft die Meisterschaft in der Regionalliga Nordost und stieg nach zwei Relegationsspielen gegen die Sportfreunde Lotte in die 3. Liga auf. Hoheneder stand dabei in 28 von 30 Ligaspielen sowie den beiden Relegationsspielen auf dem Platz und erzielte zwei Tore. In der Drittligasaison 2013/14 verteidigte Hoheneder seinen Stammplatz und lief in 33 von 38 Partien auf. Am Saisonende erreichte er mit der Mannschaft den zweiten Tabellenplatz und somit gelang RB Leipzig in der ersten Drittligasaison der Vereinsgeschichte gleich der Durchmarsch in die 2. Bundesliga. Auch in die Zweitligasaison ging Hoheneder als Stammspieler. Am dritten Spieltag, einem Heimspiel gegen den FC Erzgebirge Aue, war er nach einem Zweikampf auf dem Kopf gelandet und zog sich eine Stauchung der Halswirbelsäule zu. Nur mit Glück entging er schweren und bleibenden Verletzungen. Drei Monate später absolvierte Hoheneder sein erstes Pflichtspiel, aber auch ein halbes Jahr nach dem Unfall, war die Verletzung noch nicht ausgeheilt. So standen am Saisonende für Hoheneder nur zehn Ligaspiele zu Buche. RB Leipzig belegte den fünften Tabellenplatz. Sein nach der Saison auslaufender Vertrag wurde nicht verlängert.
Zur Saison 2015/16 wechselte Hoheneder zum Ligakonkurrenten SC Paderborn 07. Er erhielt beim Bundesligaabsteiger einen Zweijahresvertrag bis zum 30. Juni 2017. Nach dem Abstieg des SC wechselte Hoheneder zu Holstein Kiel.
Zu Saisonbeginn 2018/19 schloss sich Niklas Hoheneder dem Regionalligisten Chemnitzer FC an und stieg mit dem Verein am Saisonende als Meister in die 3. Liga auf. In der Folgesaison wurde der Österreicher von Cheftrainer David Bergner als Nachfolger des entlassenen Daniel Frahn zum Mannschaftskapitän ernannt. Mit Chemnitz stieg er allerdings nach nur einer Drittligasaison wieder in die Regionalliga ab.

#### Nationalmannschaft
International spielte Hoheneder zunächst in der österreichischen U-19-Auswahl, von 2007 bis 2008 dann in der U-21-Nationalmannschaft.

### Als Trainer
Hoheneder beendete im April 2021 seine Karriere als Spieler und wurde daraufhin Co-Trainer von Daniel Berlinski, nunmehr Benjamin Duda, bei den Chemnitzern.

## Erfolge
LASK
- Meister der Ersten Liga: 2007

Sparta Prag
- Tschechischer Meister: 2010

Chemnitzer FC
- Meister der Regionalliga Nordost und Aufstieg in die 3. Liga: 2019